# Schijnpoort (Antwerpen)
Schijnpoort (în română Poarta Schijn) a fost o poartă a orașului Antwerpen din Belgia, construită în 1859 ca parte a sistemului de fortificații realizat de arhitectul militar Henri Alexis Brialmont. Schijnpoort era una din cele trei porți nordice ale sistemului de fortificații și se afla poziționată între fațadele 4 și 5 ale acestuia. Poarta realiza legătura, prin intermediul unui pod peste râul Schijn, între nordul orașului Antwerpen și nordul viitoarelor districte Deurne și Merksem, la acea vreme localități separate. Poarta nu era prevăzută la partea superioară cu un zid în arcadă. 
Schijnpoort a fost demolată în anul 1970, pentru a face loc dezvoltării orașului. Gara de marfă Antwerpen-Schijnpoort din vecinătate și stația de premetrou Schijnpoort poartă numele vechii porți a orașului. De asemenea, actuala intersecție a Căii Schijnpoort cu bulevardele Slachthuislaan și Noordersingel (ambele fiind părți ale de Singel R10) a fost denumită după vechea cale de acces în oraș. În 2016, intersecția Schijnpoort a fost reamenajată în cadrul lucrărilor de modernizare a bulevardului Noordersingel.